# گوردون گلد
گوردون گلد (انگلیسی: Gordon Gould; ۱۷ ژوئیهٔ ۱۹۲۰ – ۱۶ سپتامبر ۲۰۰۵) یک فیزیک‌دان اهل ایالات متحده آمریکا بود.
بسیاری اختراع لیزر را به او نسبت می‌دهند. معروفیت او بیشتر به دلیل اختلافات حقوقی بود که او با تولیدکنندگان دستگاه لیزر داشته‌است. او ۳۰ سال برای ثبت اختراع و حقوق تجاری فن آوریهای مربوط به دستگاه لیزر تلاش کرد و بارها کارش به دادگاه کشیده شد.

## جوانی و تحصیل
گوردون گلد در نیویورک به دنیا آمد. او ۲ برادر داشت و خود پسر ارشد خانواده بود. پدرش مؤسس و سربیر مجله اسکلاستیک در شهر نیویورک بود. خانواده گوردون در یک شهرک در حومه نیویورک سکنی داشتند؛ جایی که او تحصیلات ابتدایی و متوسطه خود را به پایان رساند. او در کالج یونیون ادامه تحصیل داد و نخست موفق به اخذ مدرک کارشناسی در رشته فیزیک شد. سپس مدرک کارشناسی ارشد در زمینه اپتیک و طیف‌سنجی را از دانشگاه ییل به‌دست آورد. بین مارس ۱۹۴۴ و ژانویه ۱۹۴۵ م در پروژه منهتن (پروژه‌ای که به ساخت بمب هسته ای انجامید) مشغول بکار بود اما به دلیل عضویت در یک انجمن کمونیستی اخراج شد. در سال ۱۹۴۹ برای تحقیق و ادمه تحصیل در مقطع دکترا به دانشگاه کلمبیا رفت. استاد راهنمای او در دانشگاه کلمبیا پولیکارپ کوش، برنده جایزه نوبل سال ۱۹۵۵ در رشته فیزیک بود. گوردون گلد نظرات خود را با استادان دانشگاه کلمبیا که روی  تکامل لیزر کار می‌کردند؛ در میان گذاشت. چارلز هارد تاونز که همچنین استاد دانشگاه کلمبیا بود و بعداً به‌صورت مشترک موفق به دریافت جایزه نوبل ۱۹۶۴ در رشته فیزیک شد؛ گوردون گلد را برای ثبت رسمی نظراتش در مورد اختراع لیزر راهنمایی کرد و پذیرفت که به‌عنوان شاهد او اقدام کند.